# エンドレスナイト
『エンドレスナイト』 (Endless Night) は、1984年7月から1990年6月まで関西テレビで放送された情報バラエティ番組。関西ローカルの深夜番組で、毎週土曜日深夜（正確には日曜未明）の『プロ野球ニュース』終了後から明け方にかけて生放送で行われていた。

## 概要
司会はシンガーソングライター・ばんばひろふみとタレント・兵藤ゆき、そして同局のアナウンサー・杉山一雄。これに一般公募の女性リポーター陣「エンドレスギャルズ」（1期8人、以下ギャルズ）が加わる。エンドレスギャルズは半年毎に交替していた。
生放送番組でありつつ、放送終了時間を特に設けなかったのでいつ放送が終わるかわからないという、ユニークな番組体裁が話題を集めたほか、生放送ゆえのハプニングも続出した番組であった。番組の流れは、特集コーナー、視聴者からの葉書紹介、ゲストコーナー、体操、お夜食生調理コーナーなどがあった。
また番組の内容を反映したムック本「エンドレスナイトマガジン」を発売。関西ローカルのみでの放送の番組本だが、ベストセラーでは常に上位に顔を出していた。加えて番組グッズ、視聴者参加イベントなどが数多く展開された他、本来裏方である番組制作スタッフが様々な形で出演した。

## 出演者

### パーソナリティー（司会者）
- ばんばひろふみ（ばんばん）
- 兵藤ゆき（ゆき姐）
- 杉山一雄（おすぎ。元関西テレビアナウンサー、2006年7月定年退職後は2011年7月末まで嘱託契約のエグゼクティブアナウンサー。）

### その他レギュラー
- ギャルズが交替する半年毎、「体操コーナー」「お夜食クッキング」等のコーナーに、それぞれの指導をする専門家が登場。その他、コーナーによって、様々なゲスト出演者が登場した。

## 番組内容

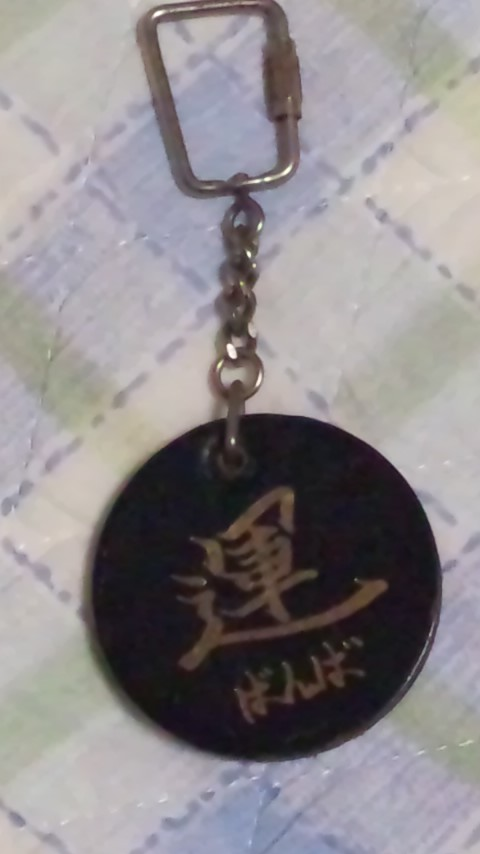
運ベーダー作戦で葉書採用者に贈られた「運ホルダー」前面。12期大條鈴恵入運

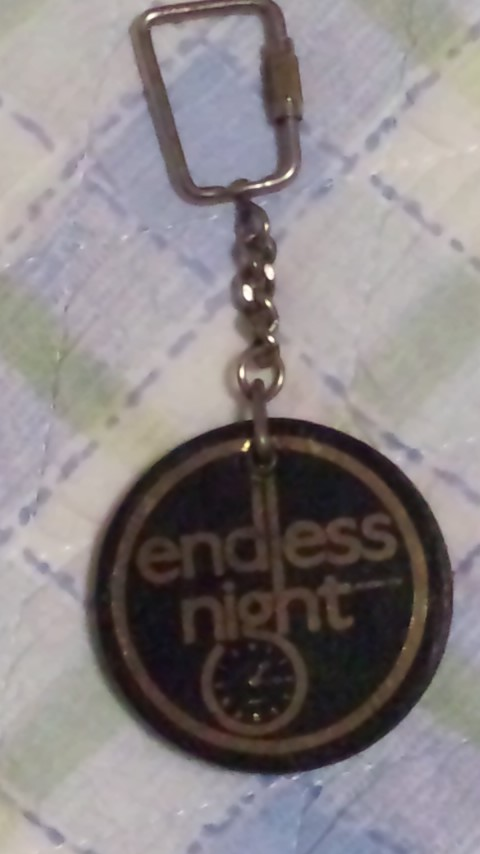
「運ホルダー」後面。イラストの時計の時間は1時15分。

◎はCS放送「関西テレビ☆京都チャンネル」（廃局）での復活!エンドレスナイトで再放送されたコーナー
- ばんばん賞◎
番組冒頭と午前3時すぎに放送されるハガキのコーナー。時にハガキを出した人に電話をかける事も。
- ショッキングレポート◎
番組のメインコーナー。街の面白情報を中心に、エンドレスギャルズが各地を取材して、スタジオで報告する。視聴者参加の大型企画の模様もここで放送された。
- ニュースジョッキー
エンドレスギャルズ1名と杉山一雄アナウンサーによる一週間のニュースフラッシュ。後に杉山アナウンサーが1人で担当する「ニュースダイジェスト」となる。
- TVオークション◎
番組初期のコーナー。激安商品を視聴者が電話で落札する。
- 怒れるおじさま言いたい放題
栗本慎一郎、村松友視らの中年男性オピニオンリーダーが週替わり登場し、ギャルズと語り合う。番組初期のコーナー。
- ミッドナイトテレビショッピング
番組開始初期のコーナー。
- クイズあげまんにゃワールド◎
電話参加の視聴者とギャルズがペアになって挑戦するクイズコーナー。番組初期の企画。
- OPEN TELEPHONE どっからでもかけてこんかい
毎回テーマを決めて、視聴者から電話を募るコーナー（1988年）
- ギャルズメインのコーナー
  - 愛は惜しみなく◎

男性視聴者とエンドレスギャルズによるデート風仕立てのミニドラマ。番組初期〜中期(7期まで)に放送。
  - 008貸します娘大作戦

視聴者からの依頼を受けてギャルズがお手伝いに赴く。8期のみの放送。
  - 愛のエンドレス劇場

視聴者が考えたシナリオでギャルズと色々な展開のドラマを作成する。9・10期に放送。
  - 愛のCM作戦

ギャルズが視聴者と共に店舗・企業などのミニCMを作成する。番組末期(11・12期)に放送。
- 目指せ100万点!ロータスクーポン大作戦
食品、文具のパッケージに付いている「ロータスクーポン」を、番組と視聴者で100万点分集めて、番組のメモリアルになるものを作ろうと展開。約4ヶ月で達成し、大阪の港区築港にある天保山の公園に時計台を設置することができた。
- Hey!10秒
視聴者がテレビカメラに向かって一発芸やPRなどを披露するコーナー。収録は主として放送当日の昼、大阪市内（またはその周辺）の公園やショッピングモール、屋内レジャー施設などで行われていた。番組末期(11・12期)に放送。
- ラッキー9ボール
視聴者からの葉書によって指名された出演者がビリヤード（ナインボール）のブレイクショットを行う。その際、プレイ前に出演者が引いた数字の球と同じ球がポケットに入ると当選となり、賞品（番組グッズ等）が贈られた（ブレイクショットで入らなかった場合はプロ選手が2打目を行い、2打目でポケットに入れば当選となった）。番組末期(11・12期)に放送。
- 体操コーナー◎
- インベーダー作戦◎
番組前期に展開した「エンドレスナイトをメジャーにする」ために視聴者が行った独自のPR作戦を紹介するコーナー。プロの漫画家が作品中にエンドレスナイトのマークをこっそりと書いていたことから、数人のプロ漫画家の作品が紹介された。どおくまんプロが頻度が多かったようである。
- 運ベーダー作戦◎
番組のキーホルダー「運ホルダー」（画像参照）に「運」を入れ、視聴者にプレゼントをするコーナー。出演者が「運」を入れながら一発ギャグを見せる。スタッフの登場も多く、ここから千草宗一郎プロデューサー（後述）の人気に火がついた。1986年9月から番組最終回まで続いた。
- オットタイム
番組初期のコーナー。杉山一雄アナウンサーがバーテンダーに扮し、オリジナルカクテルを紹介。
- お夜食クッキング
コーナー提供社のハウス食品の商品を使った料理コーナー。当初はギャルズと杉山アナウンサーのみの進行だったが、番組後期(9期以降)にはレストランのシェフが登場し、グレードアップした。
- イラストコーナー◎
毎週視聴者から送られてくるイラストを紹介。半年に一度「イラスト大賞」も行われた。デフォルメが激しく、このイラストを送った者の中から漫画家が数人輩出したようである。エンギャルが「餌食状態」で有ったが、特徴を旨くデフォルメしたものが多かった。千草宗一郎プロデューサーが端に書かれていたことが多い。
- ほんわかトーク◎
番組前〜中期に放送された、ばんば・兵藤2人によるフリートークコーナー。
- ギャルズインフォメーション
天気予報、コンサート情報、新作ビデオ情報、占い、視聴者プレゼントなど。
- 真鍋の予想
10期企画。競馬誌の編集部でアルバイトをしていた第10期ギャル・真鍋ゆかりが翌日曜の中央競馬メインレースを予想。
- スター誕生風　君こそスターだ！
11期企画。「スター誕生!」をモチーフとしたもので、電話参加の視聴者が楽器・カラオケを一切使わずに歌を披露する。年末にグランドチャンピオン大会を行って優勝者を選定し、その歌を録音したレコードを進呈した。
- エンディング◎
深夜に入ってきたニュースや産経新聞の朝刊記事を杉山アナウンサーが紹介、次週の予告なども。

- コーナーは時期によって変動あり。また半年毎にエンドレスギャルズやコーナー出演者（体操の先生、料理の先生など）が交替するため、タイトルの変更も多かった。

## 番組スタートの経緯
1980年代中盤、東京のテレビ各局では、フジテレビの『オールナイトフジ』をはじめ、平日週末を問わず数多くの深夜の大型生放送番組が人気を博していた。その多くがいわゆるお色気番組であり、『オールナイトフジ』もまた例外ではなかった。フジテレビからは『オールナイトフジ』のネットの要請もあったが、「お色気は一切排除する」という意向があったために拒否した。それを受けて、関西テレビでも土曜深夜の大型生放送番組の企画準備が進んでいた。そして1984年1月、後に番組では「セクシー上沼」の愛称で人気者となった、上沼真平プロデューサー（当時・タレント上沼恵美子の夫）に白羽の矢が立ち、番組発足に向けて動き出した。上沼は番組終了までの6年間、プロデューサーを担当した。
この時「司会者はお笑いタレント以外の人を」「お色気は一切排除する」「終了時間未定（これのみオールナイトフジの流れをくんだ）」などのコンセプトが立てられ、吉本・松竹に代表される、従来の関西のお笑い番組とは一線を画した「夢のある面白情報番組」のコンセプトが生まれた。
そして、メインを飾る男性司会者を選定するにあたっては「関西出身で大阪弁をしゃべる事」「知的な欲求が強い」「団塊の世代で既婚者、子供が居ること」「男前でなく、親しみやすい」といった条件にあてはまる人間を起用することにした。その結果、ラジオの深夜放送のパーソナリティーとして、若者から絶大な支持を集めていたばんばひろふみが選ばれ、女性からは兵藤ゆきを抜擢した。
当時、ばんばは毎日放送ラジオの「MBSヤングタウン」、文化放送「セイ!ヤング」続く「青春キャンパス」でそれぞれ、歌手・谷村新司と「チンペイ・バンバン」のコンビで人気を博していた。また兵藤も、KBS京都ラジオの「ヤングテレフォンQ&A」で、若者の悩みに真剣に答えるアネゴ的存在で、悩める若者から慕われていた。2人ともテレビ番組の本格的な司会は初めてで、ばんばはこの出演依頼に消極的であったが、時間制約が極めて緩く、またラジオ的な展開が可能であることに惹かれ、司会を承諾したという。
そして番組を彩るエンドレスギャルズも「可愛いだけのアホはいらん!」の姿勢で呼びかけ、初期のギャルの中には女性漫才コンビ「ハイヒール」のモモコや、女性カントリーソンググループ「ラブ・ポーション」の笠井則江や中村貴子、ジャーナリスト志望のナンシー・リーなどがいた他、後に関西の情報番組で活躍するリポーターや司会者など、様々な将来性・可能性をもったギャルズが在籍していた。この斬新なキャスティングや、お色気のない爽やかなスタイルが、男女問わず、若い世代を中心に人気を集めた。
加えて、深夜の生放送に異例ともいえる、ニュースコーナーやテレビショッピングコーナーを設けたことや、終了時間を未定とすることで、関西テレビは報道局や技術送出セクション、また関連会社などの全面的なバックアップ体制を敷いた。また、こうした不確定要素の多い番組でありながら、同社の労働組合も、これまでにない新しい番組という事で積極的に支援したという。こうした中、1984年7月7日の深夜、24時41分に番組はスタートした。

## 様々な人気者
「エンドレスナイト」は、本来視聴者の前に姿を現さない、番組のディレクターやプロデューサーをはじめとしたスタッフが「人気者」となってしまうという点が、大きな特徴でもあった。番組の合間、時にスタジオの横で見切れる（映ってしまう）ディレクターを、出演者のばんば、兵藤は積極的に放送中のネタにした。これも2人が番組開始まで、自由な雰囲気のラジオ番組で活動していたことに起因する（事実、ラジオでは裏方スタッフを弄り倒すことがよくある）。
そういった状況下から、番組には視聴者からのイラストが、出演者のみならず、スタッフのそれまで送られるようになり、その過熱ぶりは回を追う毎にヒートアップし、スタッフもミドルネームを付け、エンドロール（番組終了時に流れる、ロールスーパー）にもその名前が表記されるようになる他、さまざまなシーンで登場。プロデューサーの上沼が自らセーラー服姿で出演するなどした。
また、番組に関わるスタッフに限らず、関西テレビの様々な社員（当時の局長・局次長クラス）や関係者（局周辺のレストランのオーナーなど）も、番組に何らかの機会で登場すると、彼らのイラストが寄せられるようになった。番組では当時の同局の上層部・重役陣を「エライちゃん」と一括りで呼び、ネタの対象にし、局内に向けても番組の浸透を図ることで、よりアットホームさを醸し出していた。
中でも1986年から番組に参加した千草宗一郎プロデューサー（2005年7月より同局代表取締役社長、2007年4月辞任）は、本人が石原裕次郎のファンであることから「タフガイ千草」と呼ばれていたが、その独特な風貌から後に「シーチャカ」（名前の由来は石原のヒット曲「嵐を呼ぶ男」のリズム「シーチャッカ」という音から）と呼ばれ、イラストの「餌食」と化した。また番組内の様々なコーナーに登場し「エンドレスナイトのカリスマ」と呼ばれるようになる。後に人事異動で番組を離れる際には「さらばシーチャカスペシャル」と題したスペシャル企画が放送され、千草プロデューサーと親交のある関西のマスコミ関係者が総出演した。
そして番組末期には苧木晃ディレクターのイラストが、当時一世を風靡した映画「バットマン」のパロディ「ラビットマン」の名で視聴者から送られてきた。これに着目した番組は映画「ラビットマン」を番組スタッフ・キャスト・関係者総動員で制作。1回限りの上映だったが、梅田コマ劇場で上映会を行い、さらにメイキングシーンも収めたVHSビデオも販売された。又、この映画には後にK-1などで格闘技界の中心的存在となった「正道会館」の角田信朗や、当時全くの無名選手であった佐竹雅昭が出演した他、道場のシーンやアクションシーンなどで協力した。後に、この映画の監督を務めた「ミーハー横山」こと横山順一ディレクターはK-1大阪大会の総合演出を手がけ、現在も格闘技イベント演出の第一人者として活躍している。

## テレビを飛び出した展開
放送上での展開が基本となるテレビ番組に於いて、エンドレスナイトはより番組以外でのアピールの場を求めることを続けた他、メディアミックスやグッズ展開などで、番組の存在感をより強くしていた。

### 視聴者がPR「インベーダー作戦」と2WAYコミュニケーション
3時間以上に及ぶ放送時間、当時としてはかなりの話題性をもったエンドレスナイトであったが、それでも深夜の番組ということで、より深い浸透を図らねばならなかった。その一つとして、ラジオ的なツーウェイコミュニケーションの展開であった。まず、そのきっかけ作りとして、パーソナリティーのばんば・兵藤らは視聴者に向かって、ラジオ番組のように「君」「あなた」と呼びかけるように心がけた。
つまりテレビでは、不特定多数の視聴者に対し「ご覧の皆さん」と呼びかけるのが暗黙の了解であったが、ラジオパーソナリティーとしての経験も踏まえたばんばと兵藤は「君、あなた」と呼びかける事で、視聴者との距離を縮めた。これは「『皆さん』の中では漏れてしまう人はいるが、『君』『あなた』の中に、漏れる人はいない」という上沼の考えでもあった。そんなコミュニケーションを深めていった中から生まれた企画が「インベーダー作戦」なるコーナーであった。
本来、番組のPRは放送局が率先して行うものだが、番組では並行して視聴者に「エンドレスナイトを広めて下さい！」とお願いするようになる。その代わりに自身のPR活動を番組に報告する葉書が紹介されたら、希望の番組のグッズが贈られるという仕組みにし、視聴者との一体感をより強めていった。
その結果、視聴者からは「学級新聞に『エンドレスナイトを見よう』と書きました」と報告をする高校生や、学校の試験問題に「エンドレスナイト」の文字を入れた先生からの葉書、さらにちり紙交換車のアナウンスで「エンドレスナイトを見ましょう！」と叫んだ職員からの便りなど、さまざまな「作戦報告」が寄せられた。こうしたゲリラ的展開が功を奏し、番組は若年層のみならず、さまざまな層に浸透していった。
このゲリラ的なPR展開は、視聴者だけでなく出演者も自ら行う事が多く、毎年夏に放送されるフジテレビ系列の24時間テレビ「1億人のテレビ夢列島」では、梅田淳アナウンサーがエンドレスナイトのブルゾンを着用しての出演を果たす、ばんばが「笑っていいとも!」の「テレフォンショッキング」にゲスト出演した際は、同じく番組グッズのタオルを掲げて登場するなど、全国ネットの番組でエンドレスナイトの名をアピールした。また、大阪を舞台にしたハリウッド映画「ブラック・レイン」（リドリー・スコット監督／1989年公開）には「エンドレスナイト」と書かれ、さらに両サイドには、フジサンケイグループの「目玉マーク」を正面につけたダンプカーが登場するなど、様々な局面で番組の存在を知らしめた。
また、現在活躍する関西の芸能人の中にも、番組に参加した経験をもつ者も多く、ますだおかだの増田英彦が当時番組に投稿していた他、辻本茂雄も視聴者参加のドラマコーナーに出演した事もある。

### エンドレスナイトマガジン
番組が定着してきた1986年（昭和61年）春、番組の舞台裏の紹介とエンドレスギャルズのグラビア等で構成された「エンドレスナイトマガジン（通称エンマガ）」が創刊された。番組スタッフが中心となって編集されるこの本は、ギャルズが替わる毎、半年に一回（春、秋）出版された。創刊号は一般書店の販売ではなく、通信販売と番組が指定した日時と場所での手売り販売を行った。当初の発行部数は1万部。しかし反響が大きく、増刷を重ね、最終的には2万6000部を完売した。
この結果を受けて、第2号からは一般書籍と同じ販売ルートに乗せ（番組内で「東販・日販・大阪屋」のフレーズで取扱取次を紹介していた）、全国の書店で販売されるようになった。ただし「マガジン」と名が付くものの、雑誌ではなく一般書籍の扱いであった。関西テレビはISBNを取得し、放送局の番組外収入の要である出版部門を拡充した。一般書店でも人気は上々で、1987年5月に発売された第3号は、4万5000部を完売。関西地方のベストセラーランキングでは3週連続で第1位を記録し、さらに全国ランキングでも2位に輝いた。その後も発売される度に大手取次や大型書店が発表するベストセラーランキングの1位を記録。テレビ業界のみならず、出版業界からも番組の存在が注目された。
「エンマガ」は放送200回記念に出版された増刊号と合わせ、通算10号発売された。なお絶版となってはいるが、東京都千代田区永田町一丁目の国立国会図書館、また大阪市西区北堀江四丁目の大阪市立中央図書館で閲覧する事が可能である(いずれも欠号あり)。

### グッズ展開
ラジオの深夜放送の空気を番組に持ち込んだエンドレスナイトは、視聴者からのハガキやイラストが数多く送られ、番組で紹介した人には、謝礼品として番組のノベルティグッズが贈られた。中でもステッカーは番組の放送開始時間をあしらった、通称「オフィシャルロゴステッカー」のほか、千社札タイプなど、数十種類が作られた。この他ワッペン、トレーナー（放送ではギャルズも着用）、ブルゾン、バッグ、テレフォンカード、腕時計などがあった。
これらは番組で葉書等が採用されないと貰えなかったが、視聴者からは販売を望む声もあり、1987年（昭和62年）7月から8月にかけて、東京・晴海見本市会場とインテックス大阪で同時開催された、フジサンケイグループのイベント「夢工場'87」の大阪会場では「エンドレスナイトショップ」を開店した。ショップにはギャルズの卒業生も日替わり店員として駆けつけ、人気を博し、その結果、数あるタレントショップの中で、東京・大阪会場合わせての売り上げで1位を記録。大阪会場での売上額は7000万円で、2位の「さんまのまんま」グッズの売上額が1000万円を大きく上回るものであったと、後述する「テレビのツボ」（毎日放送）で、横山順一ディレクターが述懐した。
これが引き金となって、翌年には大阪・梅田の商業施設「D.D HOUSE」の1階に、関西テレビのアンテナショップ「KTVメディアギャラリー」をオープンさせた（現在は閉店）。現在、テレビ各局が展開するグッズショップの先駆けとして、エンドレスナイトの他「さんまのまんま」「ねるとん紅鯨団」などの関西テレビの番組グッズが販売された。また当時流行した「タレントショップ」の波にのり、京都・嵐山にも出店。1989年に「嵐山メディアギャラリー・憧屋」（京都市右京区嵯峨天龍寺造路町37-8）がオープン。こちらは営業を続けているが、現在番組グッズの販売等は無く、1階には土産物店、2階はカフェとなっている。かつては関西テレビのキャラクター「ハチエモン」のグッズ等を発売していた。
この他、公開放送や番組のイベント会場でも、グッズが販売された。

## 番組とイベントの融合
視聴者参加の場を様々な形で求めたエンドレスナイトが、その本領を発揮したのは大晦日のオールナイト生放送や、様々なイベントである。

### 視聴者参加企画
視聴者参加のイベントは数多く行われたが、中でも大規模だったのは「海外演技者（えんぎもの）シリーズ」と呼ばれる、ギャルズ卒業記念に行われた海外でのドラマ撮影に、一般視聴者が参加する企画である。近畿日本ツーリストとのタイアップでサイパンやタイのほか、1988年（昭和63年）には、ニューヨークツアーを敢行した。
もちろん国内でも関西地方を中心に大小様々なイベントや視聴者参加企画が行われたが、これらにも多くの参加者が集結、番組のパワーを見せつけた。近畿各地で開催された人気企画「ウルトラ風クイズ」は数回に亘り開催された。また、高校生を集めてのティーチイン企画「ほんわかフェスタ」は、高校生視聴者のために日中の公開録画の形式で行われた。この他にも近畿各地で開催された祭りやイベントには、視聴者とギャルズ、スタッフが一体となって参加。視聴者との距離が近い、ローカルの深夜番組の姿勢を全面に出した。

### 大晦日のオールナイト生放送
毎年大晦日深夜（元日未明）は「ゆく年くる年」の後、午前1時すぎから朝6時まで「エンドレスナイトスペシャル」と題し、オールナイトで放送され、大規模な企画が数多く展開された。

### 開局30周年イベントとエンドレスナイト
1989年（平成元年）4月15日・16日、吹田市の万博記念公園で、関西テレビの開局30周年記念イベント「MAGMA30」が開催された。2日間、総放送時間14時間に亘って、関西のお笑いタレントや、同局でレギュラー番組を持つタレントが総出演し、人気番組の公開放送やイベントが数多く繰り広げられた。
当初の予定では、このイベントは前年、1988年（昭和63年）11月19日・20日（関西テレビ開局記念日直近の週末）に開催される予定だったのだが、昭和天皇の入院・闘病により、日本全国で様々な催し物が「自粛」したため、昭和天皇入院直後の9月中旬、関西テレビは「延期」を決定した。元号が平成に改まった1月、改めてイベント開催が決定された。なお、番組も昭和天皇の病状を伝える報道特別番組の放送のため、1988年（昭和63年）9月22日の放送が、さらに昭和天皇崩御に伴う特別編成のため、1989年（昭和64年）1月7日（正確には平成元年1月8日）の放送と計2回、放送休止になっている。
こうした状況ののち、華々しく開催された「MAGMA30」。この時、エンドレスナイトは会場内にグッズショップをオープン。全国区で人気を誇るタレントの店やフジテレビグッズの店なども並ぶ中、前々年の「夢工場'87」に続き、売り上げ1位を記録した。また、15日が土曜日ということもあって、当日深夜の通常放送枠では「開局30周年記念クイズ」を放送し、関西テレビの当時の社長も出演した。
さらに2日間のイベントと生放送を締めくくるグランドフィナーレを、エンドレスナイトのスタッフが担当。ばんば・兵藤も出演したこともあって、会場の同公園の「お祭り広場」には観客が殺到し、一時は警察から中止命令が出る事態になった。しかし、2人の観客への説得もあってイベントは続行。会場では超大型の「エンドレスナイトスーパーサイズステッカー」が7000枚配布された。これを手にした観客とともに、番組のテーマ曲であり、関西テレビ開局30周年記念のテーマソング「DEAR MY FRIEND」を合唱して、大団円を迎えた。
この時、グランドフィナーレの演出を担当した苧木晃ディレクターは、エンディングに制作スタッフの名前を出さず、代わりに視聴者へのメッセージとして「今日までのあなたにありがとう、そして今日からも…We're always with you」の文字を流した。番組が提唱し続けた「イベントと放送の合体」は、こうした局を挙げた一大イベントの場でも成功を収めた。

## 番組の終了
関西地区で土曜深夜の時間帯に、唯一長時間の生放送番組を続けてきたエンドレスナイトだったが、1989年4月に、フジテレビ系列の土曜23時台の全国ネット枠が拡大。それまで関東ローカルの深夜番組で人気を博していたバラエティ番組「夢で逢えたら」（出演：ダウンタウン、ウッチャンナンチャン、野沢直子、清水ミチコ）が全国ネットに昇格。この番組が23時30分から24時までの放送になり、本番組の開始前に放送されていた『FNN DATE LINE』『プロ野球ニュース』が30分繰り下がったため、それまで24時45分前後の放送開始だった番組が、25時15分開始になった。
その後、番組は衰退を迎える。そして第12期ギャルズが登場した後に番組の終了が決まり、1990年春に発表された。
しかし番組末期も数多くのイベントを展開。1989年12月には「エンマガ」第8号に掲載された小説「エンドレスナイト殺人事件」（作／法月綸太郎）の舞台となった、滋賀県・竹生島を巡っての犯人探しツアー、大阪湾を航行する客船「さんふらわあ」を使ってのイベント、そして視聴者参加による大晦日のクイズ大会など、止まることはなかった。
さらに番組終了発表後も、番組キャスト・関係者総出演の映画「ラビットマン物語」を梅田コマ劇場で上映し、出演者が全員登場してのファイナルイベントも同時開催した。そして最終回は琵琶湖に浮かぶ豪華客船で行われた（但し最終回は録画放送）。歴代出演者や関係者などが総出演し、フィナーレは番組初期のオープニングテーマ曲「あの素晴しい愛をもう一度」を全員で歌い、6年間の歴史に終止符を打った。

## エンドレスナイトが残したもの
放送開始時刻の繰り下げはあったものの、それでも大きな支持を受けたエンドレスナイトは、それまでの関西の情報バラエティ番組にはなかった手法を生み出し、テレビ番組の形態に影響を与えた。加えてこの番組をきっかけに「情報」と「バラエティ」をミックスした形の番組は数多く生まれた他、グッズや本といった番組外でのコンテンツ収入の可能性をテレビ界に与えた。

### 第2のエンドレスナイト「熱血!ハイテンション」
エンドレスナイトの終了以降、関西テレビでは深夜の生放送は一時なくなったが、1993年には3年ぶりに深夜の生放送が復活する。「熱血!ハイテンション」というタイトルで、エンドレス時代のスタッフも参加。出演者は松澤一之（俳優）、角田信朗（格闘家）など。これにセクシー女性タレントグループのT-BACKSが加わった。視聴者とのコミュニケーションツールに家庭でも普及してきたファクシミリを使用。エンドレス出演経験のある角田の登場もあって「第2のエンドレスナイト」と期待する声もあったが、既にバブル経済も弾け、深夜番組にも予算削減の波が押し寄せていた事もあり、短期間で終了した。
しかし「様々な人気者」の項にもあるように、この番組の横山順一ディレクターが正道会館の門下生や、館長の角田を再三テレビに登場させ、さらに「熱血」では角田を司会に起用するなど、そのキャラクターにも注目していた事、現在も格闘技界の第一人者として、そしてTVタレントとしても活躍している事実からもわかるように、エンドレスナイトがその嚆矢となり、今日も続く格闘技ブームの先駆的存在であった。
この頃（1990年代前半）、関西地方で人気のあった深夜のテレビ番組に、1992年10月に放送を開始した、毎日放送テレビの「テレビのツボ」（月曜〜金曜・深夜生放送／司会：ぜんじろう・大桃美代子・藤岡久美子）があった。これはエンドレスナイトとは対照的に、低予算を売りにした番組で、テレビに関することなら、自局のこと以外も紹介するというアナーキーさが受けていた。
この「テレツボ」でも、一度「エンギャルは今」という特集が放送された。この時に横山ディレクターと、第5期エンギャルの中村里花（貝津幸典ディレクター夫人）がゲスト出演し、当時のエピソードを語った。放送終了から2年以上経ても、こうした形で、且つ他局の番組で取り上げられている。

## 大型特番に残るエンドレス色
当時の番組スタッフが手がけた後の番組にも、エンドレス当時のテイストを色濃く残したものも多かった。前出の「MAGMA30」がそうであったように、生放送とイベントを合体させた、関西テレビ開局35周年記念特別番組「アスメディア88祭り」（1993年8月7〜8日／17時間）などの大型スペシャルなどである。
また1995年と1996年に放送された「今年はこのくらいにしといたろスペシャル」【12月30日（1995年）、12月28日（1996年）・12:00〜18:00／司会：上岡龍太郎・板東英二・やしきたかじん（95年のみ）・桂南光（95年のみ）・月亭八方（96年のみ）・桑原征平】では、移動中継車を使用しての視聴者プレゼント企画や、扇町公園に視聴者を集め、クイズ大会で優勝した人にその場で温泉旅行やハワイ旅行に招待する企画など、エンドレスナイト時代に培った「生放送とイベントの合体」が数多く放送された。これらの特別番組のプロデューサーには、エンドレスナイトの苧木晃ディレクター（当時）が名を連ねていた。

### 「ラビットマン」星になる
番組で「怪しいオカマキャラ」「紅ハンカチ」そして後期は「ラビットマン」「おぎピョン」などのニックネームで親しまれていた苧木晃ディレクターは、番組終了の後に深夜番組「ばらいろ海綿体」や、日中の情報ワイド番組「痛快!エブリデイ」「2時ドキッ!」をはじめ、数多くの番組を手がけたが、2002年5月25日に逝去した。47歳という若さで急死した彼を偲び、この年の11月、大阪市内のホテルで「苧木晃さんを偲ぶ会」が開かれた。発起人は「痛快!エブリデイ」司会の桂南光、ハイヒールリンゴ・モモコ。賛同人にばんばひろふみと兵藤ゆきの名前があった。
会場内では彼が手がけた数多くの番組に加え、エンドレスナイト時代に制作された、苧木ディレクター主演の映画「ラビットマン物語」が上映された。また、この会の席上で、苧木ディレクター（プロデューサー）のテレビマンとしての功績を讃え「関西ディレクターズ大賞」特別賞が贈られた。

### 千草プロデューサーのその後
「シーチャカ」のあだ名で親しまれ、そのキャラクターが視聴者から絶大な支持を受けた千草宗一郎プロデューサー（1986〜1988年担当）は、2005年6月23日に開かれた関西テレビの株主総会、取締役会での決議事項を受けて、同社の代表取締役社長に就任した。
1986年9月、それまで番組を統括していた上沼真平プロデューサーが、土曜日の朝のワイドショー「シュートinサタデー」の立ち上げのため、一時的に番組から離れ、その穴埋めのために登場した千草だが、その独特な風貌が視聴者に衝撃を与え、たちまち番組の人気者となった。一方でカメラに映ると「イヤイヤ」と照れる様からその真面目さも伝わり、番組のファンを拡大した。しかし1988年春、当時の制作部内のシフトチェンジで番組を去るも、大晦日のスペシャル放送、そして番組の最終回などの節目には必ず登場し「エンドレスにシーチャカ千草あり」を印象づけた。
エンドレスナイト担当を外れた後、千草は「ノックは無用!」のプロデューサー、また「鶴瓶の1/10女子マラソン」をはじめ、スポーツバラエティー番組を制作し、その後古巣であるスポーツ局に異動。毎年1月に開催される「大阪国際女子マラソン」の陣頭指揮を執り、この他のスポーツ関連のイベントや特別番組を数多く手掛けた。
その後、2000年に事業局長、2001年に営業局長。2003年からは取締役となった。これまで関西テレビの社長は、大株主の産経新聞や阪急電鉄（現・阪急阪神ホールディングス）、フジテレビジョンの出身者が務めてきたが、関西テレビからの生え抜きでは千草が初めてとなった。
しかし2007年、千草は全国ネット放送だった「発掘!あるある大事典II」（2007年1月打ち切り）のデータ捏造問題の対応に追われ（同年1月、2月の2回「月刊カンテレ批評」に自ら出演し、視聴者に謝罪している）、この年の4月3日、遂に引責辞任した。その後、取締役を経て、相談役へ退いている。

### 時を刻み続ける

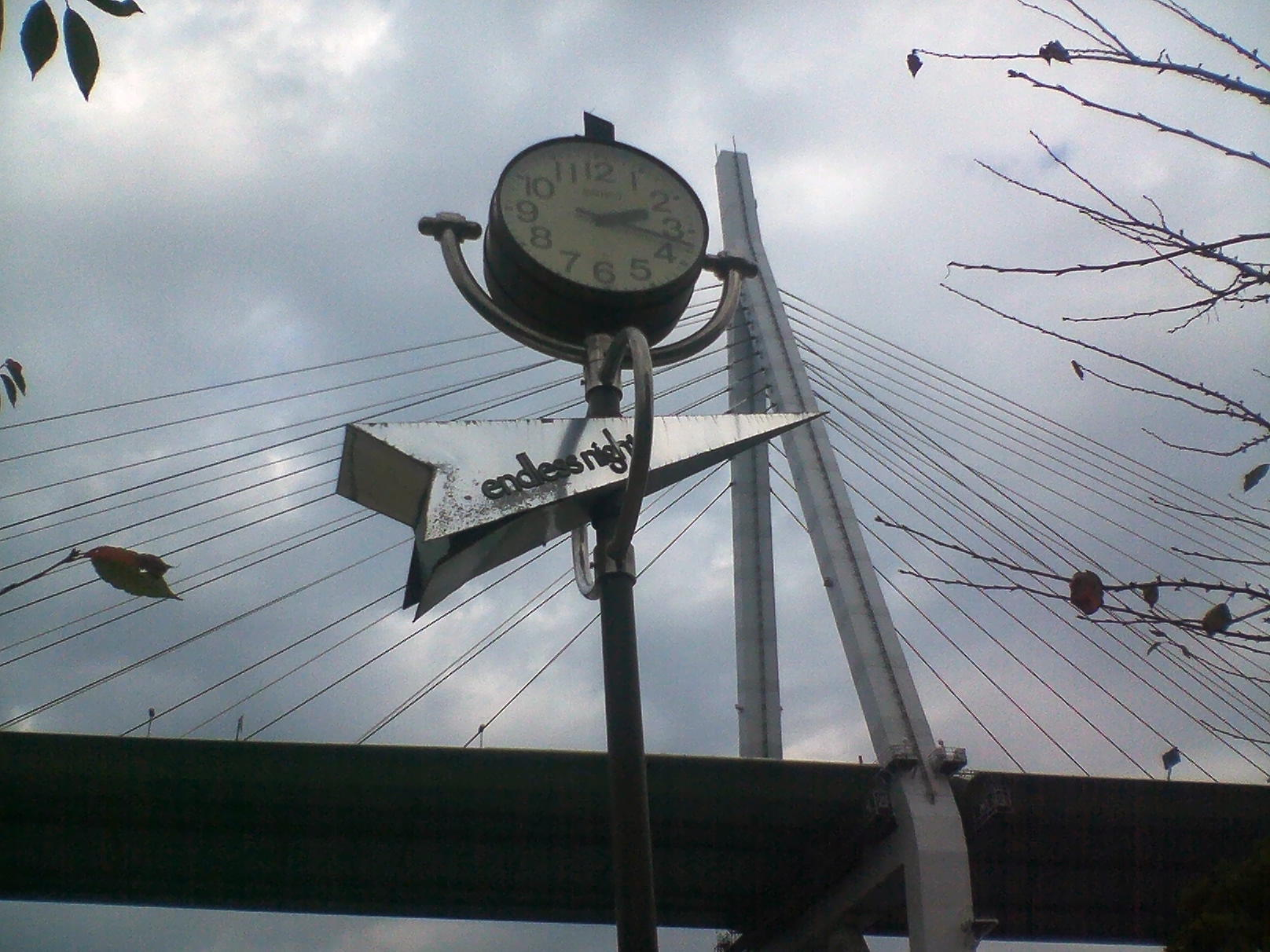
天保山にあるエンドレスナイトの時計台

昭和63年（1988年）、番組では「ロータスクーポン100万点大作戦」と称して、視聴者と番組関係者が一体となって、食品や家庭用品などのパッケージに付いているロータスクーポンを集めた。番組の人気と、参加者の熱意が功を奏し、約4ヶ月で100万点分を集めた。そして「番組の名がいつまでも残るようなものを作ろう」と提案し、この年の夏「日本一低い山」と呼ばれている、大阪市港区の天保山に時計台を設置、市に寄贈した。この時計台には「endless night」の文字が刻まれており、当時とは一変した天保山エリアの中で、21世紀を超えてもなお、時を刻み続けている。

### CSでの再放送『復活!エンドレスナイト』
2005年11月9日の深夜（11月10日未明）1時50分から、関西テレビで『復活!エンドレスナイトって!?』が放送され、ばんばひろふみ、杉山一雄アナ、山本浩之アナらが、当時の映像と共に番組の思い出を振り返った。
また、CS放送の『関西テレビ☆京都チャンネル』（スカイパーフェクTV!Ch.726。JCNなど一部ケーブルテレビでも放送）で2005年11月26日深夜（11月27日未明）から『復活!エンドレスナイト』と題した再放送が放送され、1987年1月10日に放送されたものから順次放送されている。また、この再放送開始にあたって、番組のステッカーを復刻。当時の放送を見ての感想を寄せた視聴者と、当時番組で放送したイラストを書いていた投稿者にプレゼントしていた。
再放送の放送時間が2時間のため、一部のコーナーのみの放送となった（放送前にこの番組はダイジェスト版ですと断りがあった）。放送されたコーナーは番組内容の項を参照されたい。CMは放送されなかったが、コーナーの合間に放送当時のエンドレスギャルズ（6期・7期）の紹介や番組グッズの紹介、天保山の時計台のフィラーが流れていた。
なお、「あるある捏造問題」の影響により、2007年1月27日より放送を休止していたが、3月3日の放送より再開した。ただし、千草プロデューサー（当時）の出演部分やエンディングスタッフロールでの名前表示部分がカットされた状態での放送となった。そして12月に放送された『エンドレスナイトスペシャル』（1987年12月31日深夜〜1988年1月1日早朝にかけて放送。第7代エンドレスギャルズ卒業の回でもあった）の再編集版の放送をもって、CSでの再放送を終了した。
なお『復活!エンドレスナイト』を放送していた『関西テレビ☆京都チャンネル』は、関西テレビの経費削減などの関係から、2009年4月をもってチャンネルの放送を終了した。

### 復活版『勝手にエンドレスナイト』
2021年8月からAmazon Prime Videoの「カンテレドーガCHANNEL」で『勝手にエンドレスナイト』が配信されている。MCは番組のファンである増田英彦（ますだおかだ）と放送作家の小林仁。

## テーマ曲

### オープニングテーマ曲
- 「あの素晴らしい愛をもう一度」ばんばひろふみ&谷村新司（放送開始〜1985年／加藤和彦と北山修によるヒット曲のカバー。ばんば自身がこの曲をカバーして歌うことを望んでいた。アルバム「それぞれの昨日」に収録）
- 「真夜中のロンリーハート」ばんばひろふみ（1985〜1986年　アルバム「DEAR MY FRIEND」に収録）
- 「純情サタデーナイト」ばんばひろふみ（1986〜1988年／兵藤ゆき作詞。アルバム「DEAR MY FRIEND」に収録）
- 「DEAR MY FRIEND」ばんばひろふみ&兵藤ゆき（1988〜1990年／兵藤ゆき作詞。関西テレビ開局30周年記念イベント「MAGMA30」のテーマ曲としても使用。アルバム「DEAR MY FRIEND」に収録）

### エンディングテーマ曲
- 「いちご白書をもう一度」ばんばひろふみ（放送開始〜終了まで／エンディングのスタジオ挨拶部分で使用）
- 「星空のトランペット（ピアニスト）（原題「Lyphard Melody」）」ニニ・ロッソ（放送開始〜終了まで／スタジオでの挨拶後、大阪の夜景を映し、この曲にのせて番組が終了する）

### その他のBGM
- 「I'm Ready For Your Love」「Just Pretend」「Moonlight Dancing」「Just Like Yesterday」アール・クルー（「イラストコーナー」BGM）
- 「Rio Funk」リー・リトナー（「運ベーダー作戦」BGM）
- 「運命 '76」ウォルター・マーフィー&ビッグ・アップル・バンド（CM前の音楽）
- 「ヘイ・ジュード」ビートルズ（「Hey!10秒」BGM）
- 「Winter Games」デイヴィッド・フォスター（番組最後の宛先紹介）

## 書籍
- エンドレスナイト・マガジンNo.1（1986年5月3日） ISBN 記載無し
- エンドレスナイト・マガジンNo.2（1986年11月8日） ISBN 978-4-906256-01-3
- エンドレスナイト・マガジンNo.3（1987年5月2日） ISBN 978-4-906256-02-0
- エンドレスナイト・マガジンNo.4（1987年10月31日） ISBN 978-4-906256-04-4
- エンドレスナイト・マガジンNo.5（1988年5月7日） ISBN 978-4-906256-15-0
- エンドレスナイト・マガジン200thスペシャル（1988年8月） ISBN 978-4-906256-09-9
- エンドレスナイト・マガジンNo.6（1988年11月） ISBN 978-4-906256-23-5
- エンドレスナイト・マガジンNo.7（1989年5月13日） ISBN 978-4-906256-14-3
- エンドレスナイト・マガジンNo.8（1989年11月） ISBN 978-4-906256-22-8
- エンドレスナイト・マガジンNo.9（1990年5月） ISBN 978-4-906256-13-6